# Os Deuses Estão Mortos
Os Deuses Estão Mortos é uma telenovela brasileira produzida e exibida pela RecordTV, entre 8 de março a 14 de dezembro de 1971, em 242 capítulos, inaugurando o novo horário das 20h e sendo substituída por Quarenta Anos Depois. Escrita por Lauro César Muniz e dirigida por Dionísio de Azevedo. Sucesso de crítica e público, a novela seguinte foi uma continuação da mesma.
Conta com Fúlvio Stefanini, Márcia Maria, Maria Estela, Rolando Boldrin, Lia de Aguiar, Laura Cardoso, Newton Prado e Agnaldo Rayol nos papéis principais.

## Produção
Após o sucesso de As Pupilas do Senhor Reitor, que liderou a audiência, Lauro César Muniz apresentou para a Record a sinopse de sua novela maia ousada, que traria boa parte das cenas gravadas em externas. Considerada pela imprensa como uma "superprodução", as cenas externas foram gravadas em Santa Gertrudes relacionada à fazenda, e Paranapiacaba, relacionada à cidade antiga. Segundo Rodolfo Bonventti, do Museu da TV, a novela trouxe um texto refinado e uma primorosa reconstituição da época. Destacou-se por trazer um elenco extenso, algo incomum nas emissoras na época. Entre os temas históricos abordados, estiveram as consequências da Lei Áurea, a Proclamação da República, o fim do Segundo reinado e a criação da República Velha.
Os conflitos políticos no interior do Brasil seriam abordados novamente por Lauro César em Escalada, O Casarão, O Salvador da Pátria e Cidadão Brasileiro.

## Enredo
Em 1889, com o Brasil dividido entre monarquistas e republicanos, duas famílias rivais disputam o comando de Ouro Negro, interior de São Paulo. De um lado os monarquistas Almeida Santos, chefiados pelo Barão Leôncio, um cafeicultor tradicionalista e cruel, casado com a submissa Eulália e pai do mulherengo e irresponsável Gabriel e da sonhadora Veridiana, que sempre quis estudar. Do outro lado os republicanos Lobo Ferraz, chefiados por Diogo, um médico moderno que acredita que o futuro é a República e é casado com Júlia, com quem tem dois filhos: Leonardo, que divide os ideais do pai, e Isabel, que luta pelo direito de voto das mulheres.
Veridiana se apaixona por Leonardo, que representa tudo aquilo que ela secretamente acredita, porém os dois precisam lidar com a rivalidade das famílias, especialmente a fúria do Barão e de sua mãe, dona Leontina, que querem que a menina se case com o tradicionalista Rafael. Além disso há Quitéria, moça dissimulada apaixonada por Leonardo e disposta a tudo para se casar com ele.

## Elenco
| Ator/Atriz              | Personagem                      |
| ----------------------- | ------------------------------- |
| Fúlvio Stefanini        | Leonardo Lobo Ferraz            |
| Márcia Maria            | Veridiana Almeida Santos        |
| Maria Estela            | Quitéria Dias Salles            |
| Rolando Boldrin         | Barão Leôncio Almeida Santos    |
| Lia de Aguiar           | Baronesa Eulália Almeida Santos |
| Laura Cardoso           | Júlia Lobo Ferraz               |
| Newton Prado            | Dr. Diogo Lobo Ferraz           |
| Agnaldo Rayol           | Rafael Jordão                   |
| Márcia Real             | Emília Dias Salles              |
| David Netto             | Genaro Dias Salles              |
| Lolita Rodrigues        | Eleonora Jordão                 |
| Rogério Márcico         | Coronel Jordão                  |
| Carlos Augusto Strazzer | Gabriel Almeida Santos          |
| Jonas Mello             | Tonho Capataz                   |
| Linda Gay               | Dona Leopoldina Almeida Santos  |
| Reny de Oliveira        | Isabel Lobo Ferraz              |
| Nea Simões              | Dona Celita                     |
| Sérgio Mamberti         | Padre Antenor                   |
| Edy Cerri               | Profª. Inês                     |
| Roberto Bolant          | Leonel Reginato                 |
| Célia Olga              | Marina Reginato                 |
| Luiz Carlos Braga       | Delegado Fontes                 |
| Cláudio Mamberti        | Coronel Juvenal                 |
| Henrique César          | Dr. Genésio                     |
| Perry Salles            | Dr. Braga                       |
| Adriano Stuart          | Quirino                         |
| Irene Cruz              | Tereza                          |
| Ivanise Sena            | Marília                         |
| Oscar Thiede            | Emanuel                         |
| Arnaldo Fernandes       | Juca                            |
| João Lourenço           | Paulo                           |
| Sacha Radovan           | Albino                          |
| José Paulo Moutinho     | Fazendinha                      |
| João Luiz               | Tião                            |
| Aírton Silva            | Pelezinho                       |

### Participações especiais
| Ator/Atriz        | Personagem        |
| ----------------- | ----------------- |
| Amália Rodrigues  | Eugênia de Castro |
| Manuel de Nóbrega | Dom Pedro II      |
| Lucy Meirelles    | Princesa Isabel   |